# Richard J. Daley Center
Het Richard J. Daley Center, vroeger Chicago Civic Center geheten, is een wolkenkrabber in Chicago, Verenigde Staten. Het is ontworpen door C.F. Murphy Associates, Skidmore, Owings and Merrill en Loebl, Schlossman and Bennett. De bouw begon op 28 februari 1963 en werd in 1965 voltooid.

## Ontwerp
Het Richard J. Daley Center is 197,51 meter hoog en telt 31 verdiepingen. Het gebouw was van 1965 tot 1969 het hoogste gebouw van de stad, toen het John Hancock Center de titel overnam. Het is echter nog steeds het hoogste gebouw ter wereld met een plat dak en minder dan 40 verdiepingen.
Een sculptuur zonder naam, van Pablo Picasso, staat op het plaza van het gebouw. De sculptuur is gemaakt van hetzelfde bruine staal als dat van het gebouw, is 15,24 meter hoog en weegt 162 ton. Het was een cadeau van Picasso aan de stad en werd op 15 augustus 1967 onthuld. Het gebouw is in de Internationale Stijl gebouwd.
Het gebouw was het eerste ter wereld dat met onbehandeld cortenstaal werd bekleed. Dit materiaal hoort in de loop van de tijd te gaan roesten, waardoor het gebouw zijn bruinige kleur kreeg. Het gebouw bevat geen grote interne kolommen, maar twaalf kolommen aan de buitenkant van het gebouw. Deze worden naar boven toe dunner, omdat daar minder gewicht gedragen hoeft te worden.